# Иннокентьевский (Амурская область)
Иннокентьевский — упразднённый посёлок в Зейском районе Амурской области России. Исключен из учётных данных в 1974 году.

## География
Посёлок располагался у подножья горы Джыгда, на левом берегу реки Уган, на расстоянии примерно 20 километров (по прямой) к юго-востоку поселка Береговой.

## История
По данным 1926 года на прииске Иннокентьевский имелось 6 хозяйств и проживало 15 человек (13 мужчин и 2 женщины). В национальном составе населения преобладали китайцы. В административном отношении входил в состав Дамбукинского сельсовета Зейского района Зейского округа Дальневосточного края.
Решением Амурского исполкома от 7 июня 1974 года № 253, посёлок Иннокентьевский исключен из учётных данных как несуществующий.